# Carly Pope
Carly Pope (ur. 28 sierpnia 1980 w Vancouver) – kanadyjska aktorka filmowa i telewizyjna.

## Wybrana filmografia
- Demonic (2021) jako Carly
- 24 godziny (2009) (serial TV)
- Life Is Hot in Cracktown (2009)
- Itty Bitty Titty Committee (2007)
- Dirt (2007) (serial TV)
- 10.5: Apokalipsa (2006) (miniserial)
- Nieostry dyżur (Intern Academy, 2004)
- Drugie podejście (This Time Around)  (2003) jako Melissa „Mel” Rochester
- Kwaśne pomarańcze (Orange County, 2002)
- Finder’s Fee (2001) jako Carla
- Dzień bałwana (Snow Day, 2000)
- W amarantowej matni (Trapped in a Purple Haze, 2000)
- Asy z klasy (Popular, 1999) (serial TV)
- Grzeczny świat (Disturbing Behavior, 1998)